# Paragylla
Paragylla este un gen de insecte lepidoptere din familia Arctiidae.

Cladograma conform Catalogue of Life:
| Paragylla | \| \| Paragylla albovenosa \| \| \| \| \| \| Paragylla amoureli \| \| \| \| \| \| Paragylla endophaea \| \| \| \| |
|           | \| \| Paragylla albovenosa \| \| \| \| \| \| Paragylla amoureli \| \| \| \| \| \| Paragylla endophaea \| \| \| \| |
|           | Paragylla albovenosa                                                                                              |
|           | |
|           | Paragylla amoureli                                                                                                |
|           | |
|           | Paragylla endophaea                                                                                               |
|           | |